# Absolutely Free
Absolutely Free – drugi album prowadzonej przez Franka Zappę grupy The Mothers of Invention. Autorem wszystkich kompozycji jest Frank Zappa.

## Lista utworów
Album zawiera następujące utwory:
Strona A
| 1. | Plastic People                                   | 3:41  |
|    |                                                  |       |
| 2. | The Duke of Prunes                               | 2:12  |
|    |                                                  |       |
| 3. | Amnesia Vivace                                   | 1:01  |
|    |                                                  |       |
| 4. | The Duke Regains His Chops                       | 1:52  |
|    |                                                  |       |
| 5. | Call Any Vegetable                               | 2:14  |
|    |                                                  |       |
| 6. | Invocation and Ritual Dance of the Young Pumpkin | 6:59  |
|    |                                                  |       |
| 7. | Soft-Sell Conclusion                             | 1:41  |
|    |                                                  |       |
|    |                                                  | 19:40 |
|    |                                                  |       |
Strona B
| 1. | America Drinks               | 1:52  |
|    |                              |       |
| 2. | Status Back Baby             | 2:53  |
|    |                              |       |
| 3. | Uncle Bernie’s Farm          | 2:10  |
|    |                              |       |
| 4. | Son of Suzy Creamcheese      | 1:33  |
|    |                              |       |
| 5. | Brown Shoes Don’t Make It    | 7:29  |
|    |                              |       |
| 6. | America Drinks and Goes Home | 2:48  |
|    |                              |       |
|    |                              | 18:45 |
|    |                              |       |

## Twórcy
Muzycy:
| Mothers of Invention - Frank Zappa – gitara, dyrygent, wokal - Jimmy Carl Black – perkusja, wokal - Ray Collins – wokal, tamburyn - Roy Estrada – gitara basowa, wokal - Bunk Gardner – instrumenty dęte drewniane - Billy Mundi – perkusja, instrumenty perkusyjne - Don Preston – instrumenty klawiszowe | Muzycy sesyjni - Don Ellis – trąbka w "Brown Shoes Don’t Make It" - John Rotella – perkusja - Jim Fielder – gitara, pianino - Pamela Zarubica – wokal - Herb Cohen – wokal - Lisa Cohen – wokal - Kurt Retar – wokal - Terry Gilliam – efekty dźwiękowe |